# 263 Batalion WOP
263 Batalion Wojsk Ochrony Pogranicza – samodzielny pododdział Wojsk Ochrony Pogranicza.

## Formowanie i zmiany organizacyjne
Na podstawie rozkazu MBP nr 043/org z 3 czerwca 1950, na bazie 15 Brygady Ochrony Pogranicza, sformowano 26 Brygadę Wojsk Pogranicza, a z dniem 1 stycznia 1951 33 batalion Ochrony Pogranicza przemianowano na 263 batalion WOP.
W 1951, w związku z wymianą odcinków granicznych między Polską a ZSRR, 263 batalion WOP przeniesiono z Olszanicy do Ustrzyk Dolnych. Przyjęto też w podporządkowanie strażnicę Hulskie z 264 batalionu WOP Baligród.
W 1953 utworzono dodatkowo jedną strażnicę.

## Struktura organizacyjna
W 1954 batalionowi podlegały:
- 162 strażnica WOP Krościenko
- 163 strażnica WOP Bandrów
- 164 strażnica WOP Michniowiec
- 165 strażnica WOP Szewczenko
- 166 strażnica WOP Stuposiany
- 167 strażnica WOP Ustrzyki Dolne
- 168 strażnica WOP Ustrzyki Górne

## Dowódcy batalionu
- kpt. Marian Puciło (1954-?)